# Chiesa di San Lorenzo (Dachau)
La chiesa di San Lorenzo (in tedesco Kirche St. Laurentius) è un luogo di culto cattolico ad Etzenhausen, frazione di Dachau, comune capoluogo dell'omonimo circondario nella Baviera, Germania. Si tratta di una chiesa sussidiaria della parrocchiale di San Giacomo e appartiene alla diocesi di Augusta, sede della Chiesa cattolica in Germania suffraganea dell'arcidiocesi di Monaco e Frisinga. L'edificio è un monumento del patrimonio culturale bavarese, è stata edificata nel IX secolo e poi ricostruita circa sette secoli più tardi.

## Storia

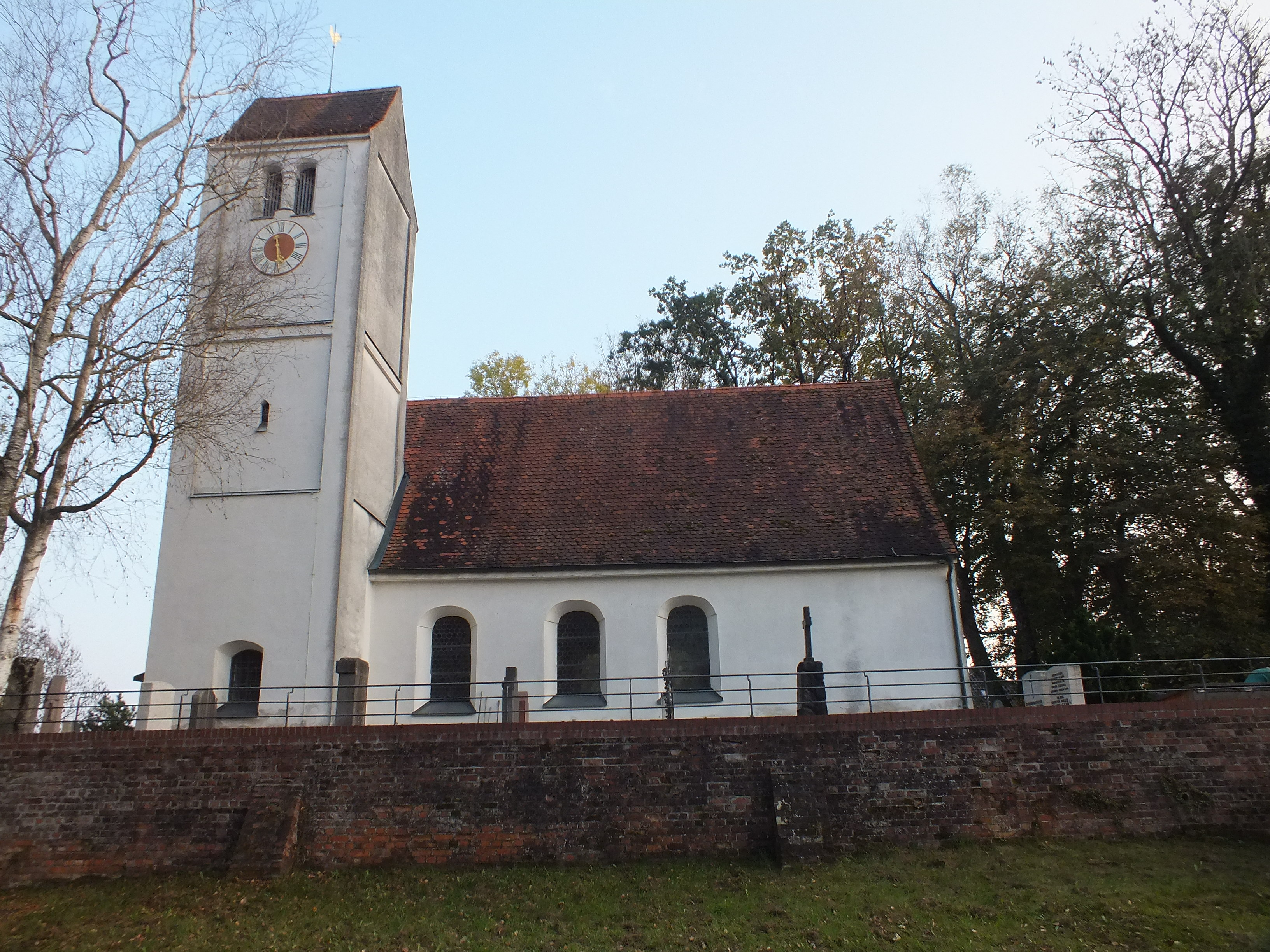
Facciata laterale sinistra della chiesa di San Lorenzo con la sua torre campanaria

Una chiesa nel sito di Etzenhausen viene menzionata per la prima volta nell'804 quando il vescovo Atto dell'arcidiocesi di Monaco e Frisinga chiese la restituzione di 15 chiese battesimali legate al monastero di Tegernsee. Non è noto come e quando il monastero entrò in possesso di questa chiesa ma sembra che esistessero collegamenti tra il monastero e la nobiltà di Etzenhausen. In ogni caso questo importante monastero bavarese aveva altri possedimenti nelle vicinanze e la disputa tra il vescovo e il monastero si concluse con la restituzione delle chiese battesimali al vescovo anche se inizialmente furono ritrasferite come feudo vescovile. La restituzione della chiesa dimostra che questa apparteneva in precedenza alla diocesi. La chiesa quindi è probabilmente una delle più antiche del circondario ed è possibile che questa sia stata la parrocchia originaria di Dachau, con la sua canonica. Un'altra testimonianza scritta risale all'anno 864, quando accanto alla chiesa viene menzionata una masseria con terreni coltivabile e ricchi prati da fieno. Nel 1315 risultò già una chiesa filiale della parrocchiale di San Giacomo. In epoca gotica, intorno al 1500, fu oggetto di un'importante ricostruzione che mantenne della precedente struttura la torre campanaria e il coro. Nel XVII secolo fu oggetto di interventi nei suoi interni, con arricchimento delle decorazioni a stucco intorno al 1735 e poco dopo, dal 1741 al 1752 la chiesa venne ristrutturata in stile barocco e fu aggiunta la sagrestia a due piani. Nel 1890 la navata fu prolungata verso ovest di tre campate. Gli ultimi interventi importanti sulla struttura dell'edificio risalgono al periodo tra il 1978 e il 1980.

## Descrizione

### Esterni
La chiesa si trova ad Etzenhausen, frazione nella parte a nord di Dachau, comune capoluogo dell'omonimo circondario in Baviera, Germania.  Si presenta come la tipica chiesa di campagna dell'Alta Baviera, è posta in posizione leggermente elevata ed accanto si trova il cimitero della comunità. Nella facciata si trova il portale di accesso principale, a doppia porta. Sulle pareti esterne della chiesa sono presenti numerose lapidi ed epitaffi e nella parte absidale si conservano grandi affreschi raffiguranti Cristo, sul lato a est, e la Madonna, sul lato meridionale, entrambi dipinti da Ludwig von Herterich. La torre campanaria ha copertura a capanna a due spioventi e la sua cella si apre con sei finestre abbinate e divise da un piccola colonna, come una bifora.

### Interni
La navata interna è unica e divisa in sette campate. Il soffitto è piano e un arco curvilineo apre la navata verso il coro. Il presbiterio è coperto da volta a crociera. Nella sala si conservano dipinti di noti artisti di Dachau come Johann Georg Hörmann, Kistler Nikolaus Prugger, Franz Mayr, Anton Huber ed altri.